# Nureci
Nureci är en ort och kommun i provinsen Oristano i regionen Sardinien i Italien. Kommunen hade 357 invånare (2017).